# Francesco De Masi
Francesco De Masi (Roma, 11 de gener de 1930 - 6 de novembre de 2005) va ser un director d'orquestra i compositor de bandes sonores de pel·lícules italià.

## Biografia
Va estudiar composició al Conservatori San Pietro a Maiella de Nàpols sota la direcció d'Achille Longo, el seu oncle. De Masi es va interessar per la música de pel·lícula quan se li va demanar a Longo que componés una banda sonora per a una pel·lícula, i va demanar a De Masi que fos el seu assistent. La filmografia de De Masi inclou partitures per a més de 200 pel·lícules i sèries de televisió, que van des de Spaghetti Westerns i pèplum èpiques fins a giallo i pel·lícules de terror, com ara Lo squartatore di New York de Lucio Fulci (L'Estripador de Nova York).
De Masi també va escriure diverses pel·lícules d'acció, com ara Quel maledetto treno blindato (The Inglorious Bastards), d'Enzo G. Castellari, però se'l recorda sobretot pel seu treball a Spaghetti Westerns. A diferència de la majoria dels altres compositors, De Masi va començar a escriure partitures western una mica abans que el músic més influent del gènere, Ennio Morricone. Com que la música de De Masi estava menys influenciada per Morricone, el seu estil tenia un so distintiu. Moltes de les seves cançons van ser interpretades pel membre de veu baixa del cor I Cantori Moderni, Ettore "Raoul" Lovecchio.
De Masi també estava molt interessat en la música clàssica. Va impartir classes al Conservatori de Santa Cecilia, dirigint també l'orquestra del conservatori. En una entrevista, De Masi va enumerar Palestrina, Karlheinz Stockhausen, Ravel i Xostakovitx com les seves principals influències clàssiques.
De Masi va morir de càncer als 75 anys.

## Filmografia parcial
- Mina... fuori la guardia, dirigida per Armando W. Tamburella (1961)
- Pesci d'oro e bikini d'argento, dirigida per Carlo Veo (1961)
- Nerone '71, dirigida per Walter Filippi (1962)
- Mondo infame, dirigida per Roberto Bianchi Montero (1963)
- Tres hombres buenos, dirigida per Joaquín Luis Romero Marchent (1963)
- El vengador de California dirigida per Mario Caiano (1963)
- Il leone di Tebe, dirigida per Giorgio Ferroni (1964)
- La vendetta di Spartacus, dirigida per Michele Lupo (1964)
- I due violenti dirigida per Primo Zeglio (1964)
- Alla conquista dell’Arkansas dirigida per Paul Martin (1964)
- L’uomo della valle maledetta dirigida per Eduardo Maria Brochero (1964)
- Una bara per lo sceriffo, dirigida per Mario Caiano (1965)
- La montagna di luce, dirigida per Umberto Lenzi (1965)
- Il ranch degli spietati dirigida per Jaime Jesus Baltazar i Giovanni Simonelli (1965)
- Arizona Colt, dirigida per Michele Lupo (1966)
- 7 dollari sul rosso, dirigida per Alberto Cardone (1966)
- Missione apocalisse, dirigida per Guido Malatesta (1966)
- La lama nel corpo, dirigida per Elio Scardamaglia (1966)
- Vado... l'ammazzo e torno, dirigida per Enzo G. Castellari (1967)
- Il magnifico Texano, dirigida per Luigi Capuano (1967)
- Come rubare un quintale di diamanti in Russia, dirigida per Guido Malatesta (1967)
- 7 winchester per un massacro, dirigida per Enzo G. Castellari (1967)
- Troppo per vivere... poco per morire, dirigida per Michele Lupo (1967)
- 15 forche per un assassino, dirigida per Nunzio Malasomma (1967)
- Ammazzali tutti e torna solo, dirigida per Enzo G. Castellari (1968)
- Il momento di uccidere, dirigida per Giuliano Carnimeo (1968)
- 7 pistole per un massacro, dirigida per Mario Caiano (1968)
- Sartana non perdona (Sonora), dirigida per Alfonso Balcázar (1968)
- Una storia d'amore, dirigida per Michele Lupo (1969)
- Concerto per pistola solista, dirigida per Michele Lupo (1970)
- C'è Sartana... vendi la pistola e comprati la bara!, dirigida per Giuliano Carnimeo (1970)
- African Story, dirigida per Marino Girolami (1971)
- Quel maledetto giorno della resa dei conti, dirigida per Sergio Garrone (1971)
- Zorro il cavaliere della vendetta, dirigida per José Luis Merino (1971)
- Ettore lo fusto, dirigida per Enzo G. Castellari (1972)
- La casa de las palomas, dirigida per Claudio Guerín (1972)
- Storie scellerate, dirigida per Sergio Citti (1973)
- Il testimone deve tacere, dirigida per Giuseppe Rosati (1974)
- La macchina della violenza, dirigida per Robert Day (1974)
- L'uomo di Santa Cruz di Bud Robbins (1976)
- Napoli spara!, dirigida per Mario Caiano (1977)
- La svastica nel ventre, dirigida per Mario Caiano (1977)
- Quel maledetto treno blindato, dirigida per Enzo G. Castellari (1978)
- La carica delle patate, dirigida per Walter Santesso (1979)
- Lo squartatore di New York, dirigida per Lucio Fulci (1982)
- Una magnum per McQuade, dirigida per Steve Carver (1983)
- Thunder, dirigida per Fabrizio De Angelis (1983)
- Fuga dal Bronx, dirigida per Enzo G. Castellari (1983)
- Thor il conquistatore, dirigida per Tonino Ricci (1983)
- Rush, dirigida per Tonino Ricci (1983)
- Impatto mortale, dirigida per Fabrizio De Angelis (1984)
- Cane arrabbiato, dirigida per Fabrizio De Angelis (1984)
- Cobra Mission, dirigida per Fabrizio De Angelis (1986)
- I giorni dell'inferno, dirigida per Tonino Ricci (1986)
- Thunder 3, dirigida per Fabrizio De Angelis (1988)
- Mortacci, dirigida per Sergio Citti (1989)
- Fuga da Kayenta, dirigida per Fabrizio De Angelis (1991)
- Fratella e sorello, dirigida per Sergio Citti (2002)